# جنین بلتون
جنین بلتون (به انگلیسی: Janine Belton) (زادهٔ ۲۳ نوامبر ۱۹۷۹ (۴۵ سال)) شناگر اهل بریتانیا است.